# Abistamenes
Abistamenes (en llatí Abistamenes, en grec antic Αβισταμένης) va ser governador (sàtrapa) de Capadòcia nomenat per Alexandre el Gran, però no se sap res més del seu govern. L'historiador Arrià l'esmenta sota el nom de Sabictes (Sabictas).